# Sylwester Chruszcz
Sylwester Arkadiusz Chruszcz, né le 22 août 1972 à Głogów, est un homme politique polonais membre de Kukiz'15.

## Biographie

### Origine
La famille Chruszcz est originaire de Hałuszczyńce en Ukraine.

### Formation et vie professionnelle
Il est diplômé de la faculté de travaux publics et d'architecture de l'École polytechnique de Szczecin.

### Engagement politique
Après avoir appartenu au Parti national (NP) et au Bloc des Polonais (BdP), il rejoint la Ligue des familles polonaises (LPR). Il est alors investi tête de liste aux élections législatives du 23 septembre 2001 dans la circonscription de Szczecin. La LPR y remporte un seul mandat, mais avec 3 849 votes préférentiels il termine deuxième derrière Bohdan Kopczyński, échouant ainsi à se faire élire député à la Diète. Il est élu à la diétine de Poméranie occidentale en 2002.
Pour les élections européennes du 13 juin 2004, la LPR le désigne tête de liste dans la circonscription de Wrocław. Il engrange 40 371 suffrages de préférence, ce qui garantit son élection au Parlement européen. Il siège tout d'abord au groupe Indépendance/Démocratie (IND/DEM), mais rejoint les Non-inscrits (NI) en 2005, et exerce la fonction de vice-président de la commission des Transports et du Tourisme.
Il se présente sans succès au poste de maire de Szczecin aux élections locales de 2006, terminant sixième du premier tour avec moins de 1 % des suffrages exprimés. Il est relevé de ses responsabilités à la commission des Transports en janvier 2007 mais continue d'y siéger.
Le 24 octobre 2007, Sylwester Chruszcz est désigné président par intérim de la Ligue des familles polonaises, à la suite de la démission de Roman Giertych. Il est confirmé par le conseil politique le 12 janvier 2008, mais démissionne le 10 juin. Il quitte finalement le parti le 3 décembre et fonde Les Polonais en avant (NP), dont il est le secrétaire général.
Il participe de manière éphémère au projet Libertas en Pologne, ne se représente pas aux élections européennes du 7 juin 2009 et reprend son métier d'architecte. Toutefois, il accepte de se présenter aux élections législatives du 9 octobre 2011, en dernière position sur la liste de La Pologne est le plus important (PjN) dans la circonscription de Szczecin. PjN ne fait élire aucun candidat.
Ayant repris son activité politique, il fonde en 2012 le Mouvement national (RN), sous les couleurs duquel il postule aux élections européennes du 25 mai 2014 dans la circonscription de Gorzów Wielkopolski. Au niveau national, le parti reçoit 1,4 % des voix, et 1,3 % dans la circonscription. Chruszcz totalise 2 472 voix préférentielles.
Dans la perspective des élections législatives du 25 octobre 2015, il rejoint le mouvement de droite Kukiz'15, dont il prend la tête de liste dans la circonscription de Szczecin. Le jour du scrutin, il engrange 11 052 votes préférentiels, ce qui assure son élection à la Diète.